# Attak
Attak es un álbum de KMFDM, lanzado por Metropolis Records el 19 de marzo de 2002. Fue lanzado en 2002 en Metropolis Records y es duodécimo álbum de estudio del grupo en general. Fue grabado en Seattle, Washington. El álbum también fue el último para ofrecer Tim Sköld en su mandato original en KMFDM.
El disco se iba a ser titulado Attaq y escrito en un medio oriente fuente, pero se cambió después de los ataques del 11 de septiembre por Konietzko, quien explicó que la historia de la banda con los Columbine habría hecho el título original "jodidamente dura".

## Lista de canciones
| N.º | Título                 | Música                                                | Duración |  |
| 1.  | «Attak/Reload»         | Lucia Cifarelli, Sascha Konietzko                     | 3:59     |  |
| 2.  | «Skurk»                | Konietzko, Tim Sköld                                  | 3:55     |  |
| 3.  | «Dirty»                | Jules Hodgson, Konietzko, Bill Rieflin, Raymond Watts | 4:41     |  |
| 4.  | «Urban Monkey Warfare» | Cifarelli, Konietzko                                  | 4:31     |  |
| 5.  | «Save Me»              | Konietzko, Sköld                                      | 5:42     |  |
| 6.  | «Yohoho»               | Cifarelli, Konietzko, Watts                           | 4:16     |  |
| 7.  | «Superhero»            | Cifarelli, Konietzko                                  | 4:25     |  |
| 8.  | «Sturm & Drang»        | Konietzko, Sköld                                      | 3:57     |  |
| 9.  | «Preach/Pervert»       | Konietzko, Watts                                      | 4:30     |  |
| 10. | «Risen»                | Konietzko, Sköld                                      | 5:59     |  |
| 11. | «Sleep»                | Cifarelli, Konietzko, Rieflin                         | 4:30     |  |

- Datos: Q3629091